# 李学凌
李 学凌（り がくりょう、Lǐ Xuélíng、1973年 - ）は、中国最大のコミュニケーション・ソーシャル・プラットフォームを展開する歓聚時代(YY)の創始者、董事長兼CEO。

## 経歴
1997年、中国人民大学哲学系卒業。中国青年報の記者を経て、中国4大ポータルサイトの1つ「網易」の編集長に就任。
2005年、網易を離れ、検索エンジン「狗狗」を創設、また、小米科技創始者の雷軍と共同でインターネットゲームサイト「多玩」を創設する。その後、狗狗を迅雷公司に売却。
2012年、歓聚時代ブランドを立ち上げ、NASDAQに上場する。
2014年に歓聚時代のCEOに就任。
| スタブアイコン | サブスタブ | この項目は、まだ閲覧者の調べものの参照としては役立たない、人物に関連した書きかけの項目です。この項目を加筆・訂正などしてくださる協力者を求めています（P:人物伝/PJ:人物伝）。 |